# Mỹ Chánh Tây
Mỹ Chánh Tây là một xã thuộc huyện Phù Mỹ, tỉnh Bình Định, Việt Nam.
Xã Mỹ Chánh Tây có diện tích 26,4 km², dân số năm 2002 là 5.297 người, mật độ dân số đạt 201 người/km².

## Hành chính
Xã Mỹ Chánh Tây được chia thành 6 thôn: Trung Bình, Trung Hậu, Trung Hiệp, Trung Thứ, Trung Thuận, Trung Tường.